# 洪堡圈
洪堡圈（德語：Humboldt-Ring）是德国数所自然科学研究所和自然类博物馆共同创建的科研联合体，成立于2009年9月24日。

## 命名

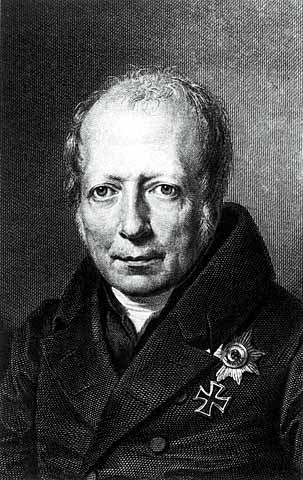
威廉·冯·洪堡

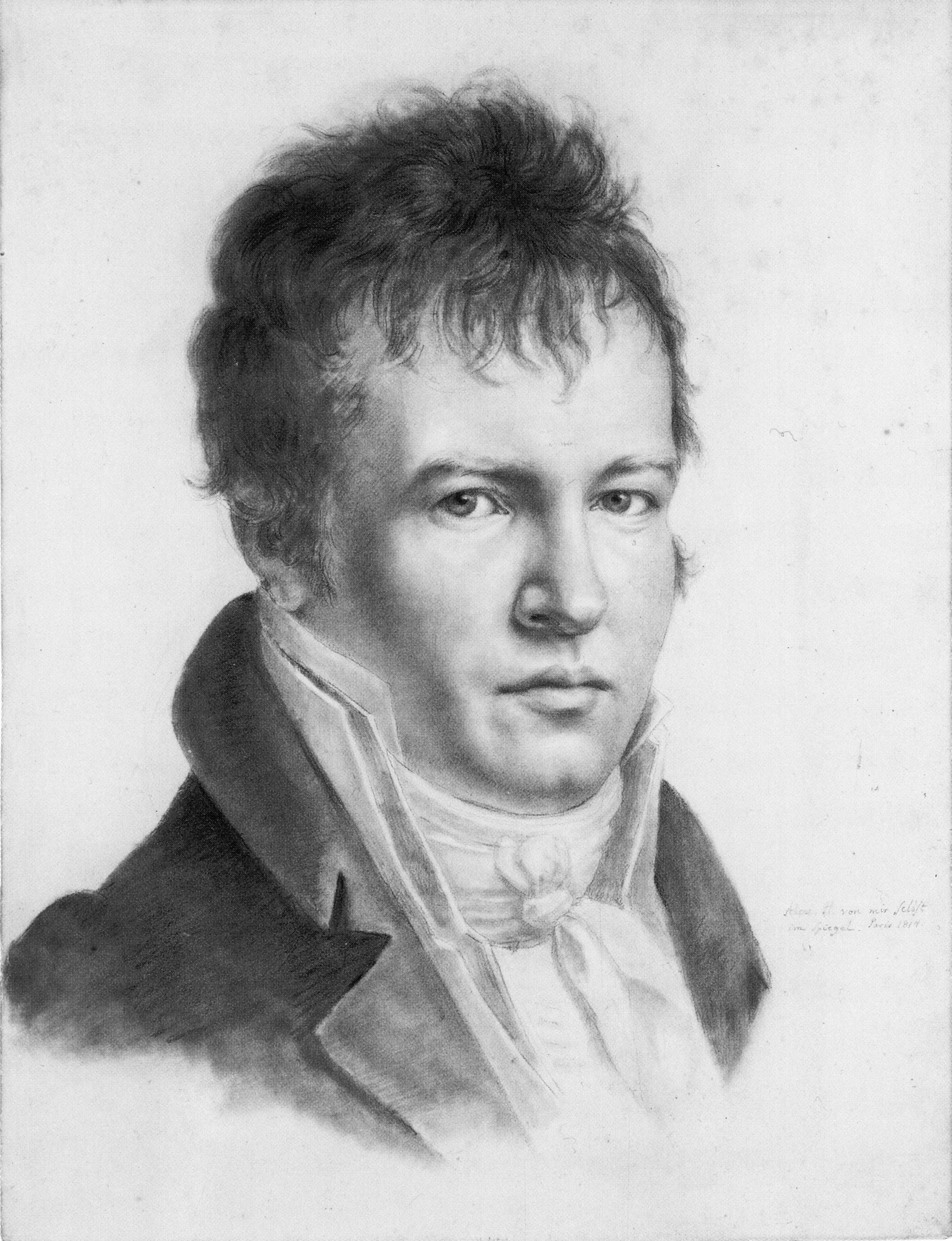
亚历山大·冯·洪堡

为纪念普鲁士教育改革者及语言学家威廉·冯·洪堡和他的弟弟自然科学家亚历山大·冯·洪堡，联合体以洪堡命名。

## 组成
签署洪堡圈合作协议的五个创始组织来自柏林、波恩、卡尔斯鲁厄、慕尼黑和斯图加特等城市，它们分别是：
- 柏林自然博物馆

- 波恩亚历山大·柯尼希动物学研究博物馆

- 卡尔斯鲁厄国立自然博物馆

- 斯图加特国立自然博物馆

- 巴伐利亚国立自然科学陈列馆（在慕尼黑）

2009年10月28日，柏林达勒姆植物园和植物博物馆也加入了洪堡圈。

## 宗旨
洪堡圈的主要目标，是扩大和提高生物多样性研究领域以及地球系统研究的基础设施条件。所谓地球系统研究，涵盖了生物分类学、分子生物学、生态学、进化生物学研究；特别是古生物学、人类学、地球生物学、地理学、矿物学研究，以及和样本收集相关的研究；另外还涉及相关的科学史、博物馆学以及科研方法方面的研究，比如生物多样性信息学、统计方法、地理信息学、模型学等。
其他目标包括协商制定一套共同的博物馆研究工作标准和战略、博物馆的总方针、管理机构布局、藏品和实验室的使用，以及研究项目和样品收集项目。